# Liste des épisodes d'Amazing Spider-Man : Lucky to be Alive
Pour un article plus général, voir Liste des épisodes de Spider-Man.
La liste des épisodes d'Amazing Spider-Man : Lucky to be Alive est une liste de comic books autour du personnage de Spider-Man.

## Lucky to be Alive (#734 - #753)
| Numéro | Titre | Scénariste | Dessinateur | Date de publication                                                                                               |
| --- | --- | --- | --- | --- |
| | | | | |
| 1 (734) | (Lucky to be Alive: Part One)                                                                                     | Dan Slott | Humberto Ramos | Juin 2014 |
| Peter reprend en main sa vie en tant que PDG de Parker Industries. Anna Maria Marconi découvre dans un tiroir une bague de mariage et des notes prises par Octavius lorsqu'il était Peter. Elle comprend que Peter est Spider-Man. | | | | |
| | (Recapturing that Old Spark)                                                                                      | Dan Slott et Christos Gage                                                                                        | Javier Rodríguez                                                                                                  | |
| Lors de la prise de contrôle par les Bouffons de la prison de Spider Island II, Electro a réussi à s'échapper. Il vit désormais dans les bas fonds de New York et a retrouvé la maîtrise de ses pouvoirs. | | | | |
| | (Crossed Paths)                                                                                                   | Dan Slott et Christos Gage                                                                                        | Giuseppe Camuncoli                                                                                                | |
| Après sa dernière rencontre avec Peter-Otto, Felicia a été mise en prison. Toutes ses possessions, qui étaient le fruit de ses cambriolages successifs, ont été vendues ou restituées à ses propriétaires. Après plus mois passés en prison, elle réussit à s'échapper un jour où le courant saute dans la prison. Elle cherche à se venger de l'Araignée. | | | | |
| | (Homecoming, Sort Of)                                                                                             | Peter David | Will Sliney | |
| Miguel O'Hara est resté bloqué dans le monde contemporain de Spider-Man. Il sauve une jeune femme d'une agression. Cette histoire se poursuit dans Spider-Man 2099 (2014) #1. | | | | |
| | (Kaine) | Chris Yost | David Baldeon | |
| Peter se rend à Houston, au Texas, pour retrouver la trace de son clone, Kaine. | | | | |
| | (Amazing Reality)                                                                                                 | Dan Slott | Ramón K. Pérez | |
| Récit flashback. Un collégien surdoué appelé Clayon découvre, lors d'un match de catch, celui qui deviendra Spider-Man. Il en devient fan et se rend à son tout premier spectacle, raconté dans Amazing Fantasy #15. | | | | |
| 1.1 | (Learning to Crawl Part One: The Show Must Go On!)                                                                | Dan Slott | Ramón K. Pérez | Juillet 2014 |
| Récit flashback narrant les semaines qui suivent la mort d'oncle Ben. Peter essaie de continuer à apparaître dans des émissions télévisées pour soutenir financièrement tante May et pour quitter le lycée Midtown. Clayton, qui adule Spidey, crée son propre costume et décide de se faire appeler Clash. | | | | |
| 1.2 | (Learning to Crawl Part Two)                                                                                      | Dan Slott | Ramón K. Pérez | Août 2014 |
| Clash croise Spider-Man au moment où celui-ci se voit refuser une place parmi les Quatre fantastiques (ASM #1). Peter rencontre des problèmes de son côté : absent à l'école, il revient en cours avec un œil au beurre noir après son combat avec la Chose. Sa rivalité avec Flash Thompson ne faiblit pas. Clash propose à Spidey de filmer une fausse bataille ensemble contre de l'argent en cash, ce que l'Araignée accepte. | | | | |
| 1.3 | (Learning to Crawl Part Three)                                                                                    | Dan Slott | Ramón K. Pérez | Septembre 2014 |
| Clayton, mécontent de la trahison de Spidey, qui n'a pas voulu finir l'enregistrement, cherche un moyen de se venger. Afin d'attirer l'attention d'une fille lors d'un salon scientifique estudiantin auquel il participe, il enfile son costume et se bat contre Spider-Man. Son alter ego, Clash, est toutefois ensuite traqué par la police. | | | | |
| 1.4 | (Learning to Crawl Part Four)                                                                                     | Dan Slott | Ramón K. Pérez | Octobre 2014 |
| Clash et l'Araignée se battent dans les locaux du Bugle. Peter rencontre Betty Brant. Peter est ostracisé et perd son stage auprès du professeur Cobbwell lorsqu'on apprend qu'il a emprunté, puis détruit sans le faire exprès, des produits chimiques du laboratoire et de l'équipement du club vidéo. | | | | |
| 1.5 | (Learning to Crawl Part Five)                                                                                     | Dan Slott | Ramón K. Pérez | Novembre 2014 |
| Clayton va au lycée Midtown pour parler à Polly, une camarade de classe de Peter, dont il est amoureux. Il décide de venir en Clash afin de l'impressionner. Alors qu'il perd la raison et se met à attaquer des étudiants, Spider-Man l'arrête et le livre à la police. Peter décide de se consacrer à la lutte contre le crime pour honorer la mémoire de son oncle Ben. | | | | |
| | | | | |
| 2 (735) | (Lucky to be Alive: Part Two)                                                                                     | Dan Slott | Ramón K. Pérez | Juillet 2014 |
| Lorsqu'il rentre chez lui, Anna Maria Marconi lui dit qu'elle connaît son identité secrète. Peter lui explique qu'elle est tombée amoureuse d'Octopus et non de lui. Les Vengeurs demandent à Spidey de venir à leur tour pour passer une batterie de tests, qui prouvent que Peter est bien lui-même. En tant que PDG de Parker Industries, Peter se trouve dans une situation difficile où il ne dispose pas des connaissances d'Octavius pour continuer les projets qui ont été commencés sous Peter-Otto.                                                                                               | | | | |
| | | | | |
| 3 (736) | (Lucky to be Alive: Part Three)                                                                                   | Dan Slott | Humberto Ramos | Août 2014 |
| Peter lance un projet à Parker Industries pour fournir à la ville de New York les armes nécessaires pour se défaire de la menace d'Electro. Les employés de l'entreprise remarquent la différence de comportement entre leur patron actuel et son ancienne version. La Chatte noire reprend ses délits et retrouve Spider-Man dans un incendie pour se venger, avant de s'enfuir. L'Araignée sauve Ollie, le petit-ami de MJ. La Chatte noire s'allie avec Électro. Électro. | | | | |
| | | | | |
| 4 (737) | (Lucky to be Alive: Part Four)                                                                                    | Dan Slott | Humberto Ramos | Septembre 2014 |
| Le code omega retentit : Spidey est appelé par les Vengeurs pour faire face à un danger important. Le Watcher, contre lequel ils se battent, utilise une attaque psychique qui révèle par inadvertance à Peter certains éléments de son passé qu'il avait oubliés. Il apprend qu'une jeune femme appelée Cindy Moon avait été piquée par l'araignée radioactive quelques secondes après lui, et qu'elle a été entraînée par Ézéchiel. Peter utilise son sens d'araignée pour la localiser et aller la délivrer. Les deux se rendent compte que leur sens d'araignée respectif les attire l'un vers l'autre. | | | | |
| | | | | |
| 5 (738) | (Lucky to be Alive: Part Five)                                                                                    | Dan Slott | Humberto Ramos | Octobre 2014 |
| La Chatte noire rallie à sa cause Mr. Negative et le Hobgoblin, qui est devenu le Roi des Bouffons. Sajani est enlevée par Électro. Lui et ce dernier arrivent sur le studio de télévision de Fact Channel au moment où Peter donne une interview à la présentatrice, afin de prendre Peter en otage. Cindy Moon fait diversion tandis que Peter enfile son costume. La Chatte noir réussit à faire une clef à Spider-Man et commence à lui retirer son masque devant la caméra. | | | | |
| | | | | |
| 6 (739) | (Lucky to be Alive Conclusion)                                                                                    | Dan Slott | Humberto Ramos | Novembre 2014 |
| Spider-Man et Silk réussissent à attirer Électro à la station de Parker Industry qui a été créée pour lui retirer ses pouvoirs électriques. Anna Maria et Sajani prennent en main les projets que le nouveau Peter Parker ne peut gérer. Cindy Moon est embauchée à Fact Channel, où travaille désormais Jonah comme commentateur. La Chatte noire décide de monter un réseau criminel. | | | | |
| | | | | |
| 7 (740) | | | | Décembre 2014 |
| | (Ms. Marvel Team-Up)                                                                                              | Dan Slott | Giuseppe Camuncoli                                                                                                | |
| Silk s'échappe de l'appartement de Peter pour découvrir le monde. Anna Maria dit à Peter qu'il doit faire comme Otto, c'est-à-dire laisser la police et les pompiers gérer les petits incidents, ce que Peter refuse. Il apprend qu'un monstre fait du grabuge dans les rues de New York et y part. Il rencontre Miss Marvel. | | | | |
| | (Edge of Spider-Verse: Web of Fear)                                                                               | Dan Slott | Giuseppe Camuncoli                                                                                                | |
| Morlun continue de traquer les Araignées de tous les univers. Il tue le Spider-Man, l'Iceberg et la Firestar du monde de Spider-Man and His Amazing Friends. Le Spider-Man du Royaume-Uni, Spider-UK, utilise une machine pour passer de son univers à celui des autres Araignées qui se coalisent contre Morlun et ses avatars. | | | | |
| | | | | |
| 8 (741) | (Aventures in Baby Sitting)                                                                                       | Dan Slott et Christos Gage                                                                                        | Giuseppe Camuncoli                                                                                                | Décembre 2014 |
| Spidey et Miss Marvel continuent le combat et sont aidés par Silk, qui a changé son costume après une remarque désobligeante de sa supérieure. Spider-Man retrouve Clayton, son ancien adversaire, qu'il recrute à Parker Industries. | | | | |
| | (Edge of Spider-Verse: My Brother's Keeper)                                                                       | Dan Slott | Humberto Ramos | |
| Morlun débarque dans un univers parallèle et tue Spider-Man. Sa fille, Spider-Girl, et son petit frère Benjamin, sont transportés par un portail et rejoignent les autres Araignées. | | | | |
| | | | | |
| 9 (742) | (Spider-Verse Part One: The Gathering)                                                                            | Dan Slott | Olivier Coipel | Janvier 2015 |
| Spider-Man est recruté par les autres Araignées pour rejoindre leur guerre contre les Inheritors, qui sont l'espèce de Morlun, que Spidey a déjà battu par le passé. L'ennemi se rend au Texas et s'apprête à tuer Kaine, le clone de Peter, quand les Araignées arrivent. Est avec eux Ghost Spider, une version de Gwen Stacy piquée par une araignée radioactive. | | | | |
| Remarques | Première apparition de Ghost Spider.                                                                              | Première apparition de Ghost Spider.                                                                              | Première apparition de Ghost Spider.                                                                              | Première apparition de Ghost Spider.                                                                              |
| | | | | |
| 10 (743) | (Spider-Verse Part Two: Superior Force)                                                                           | Dan Slott | Olivier Coipel | Janvier 2015 |
| Les Araignées expliquent à Peter Parker qu'il est la clef de voûte de la lutte contre les Inheritors, car il est le meilleur Spidey de tous. Il décide de lancer une première attaque contre Morlun. Un autre Spidey veut que Ben Reilly et Gwen Stacy viennent avec eux, mais Peter refuse de mettre Gwen en danger. Spidey retrouve Miles Morales et Ezekiel qui, en mourant, lui dit qu'il faut protéger la « Mariée », Silk, et « le Scion », le petit frère de Mayday Parker, à tout prix. Le Spider-Man habité par Otto Octavius essaie de prendre le contrôle du groupe à Spider-Man.                | | | | |
| Remarques | Cette histoire se déroule après Spider-Verse Team-Up #1 et Spider-Verse #1                                        | Cette histoire se déroule après Spider-Verse Team-Up #1 et Spider-Verse #1                                        | Cette histoire se déroule après Spider-Verse Team-Up #1 et Spider-Verse #1                                        | Cette histoire se déroule après Spider-Verse Team-Up #1 et Spider-Verse #1                                        |
| | | | | |
| 11 (744) | (Spider-Verse Part Three: Higher Ground)                                                                          | Dan Slott | Olivier Coipel | Février 2015 |
| Spidey gagne un combat contre le Spider-Man Supérieur et affirme sa position de chef du groupe. Il décide d'aller derrière les lignes ennemies pour assembler des informations sur les Inheritors, et fait venir avec lui Anya Corazon et Ghost Spider. Il passe avec Gwen Stacy un accord pour que chacun protège l'autre. Spider-Man d'Ultimate Spider-Man et Miles Morales se rendent dans le monde de l'Araignée de 1967 pour le rallier. Le Patriarche, le plus ancien des Inheritors, tue le Spider-Man Cosmique et récupère le frère de Spider-Girl, Ben.                                            | | | | |
| Remarques | Cette histoire se déroule après Spider-Woman #1, Scarlet Spiders #1 et Spider-Man 2099 #6                         | Cette histoire se déroule après Spider-Woman #1, Scarlet Spiders #1 et Spider-Man 2099 #6                         | Cette histoire se déroule après Spider-Woman #1, Scarlet Spiders #1 et Spider-Man 2099 #6                         | Cette histoire se déroule après Spider-Woman #1, Scarlet Spiders #1 et Spider-Man 2099 #6                         |
| | | | | |
| 12 (745) | (Spider-Verse Part Four: Anywhere but Here)                                                                       | Dan Slott | Giuseppe Camuncoli                                                                                                | Mars 2015 |
| Alors qu'un Inheritor enlève Ben, Gwen et Anya arrivent du Japon avec Leopardon, le grand robot du Spider-Man japonais. Silk se téléporte dans une réalité alternative où une guerre thermonucléaire a dévasté New York. Morlun arrive mais doit rapidement fuir à cause de la radioactivité. Silk fait venir les autre Araignées, et découvrent que le Totem de ce monde est oncle Ben. | | | | |
| Remarques | Cette histoire se déroule après Spider-Verse Team-Up #2, Scarlet Spiders #2 et Spider-Woman #2.                   | Cette histoire se déroule après Spider-Verse Team-Up #2, Scarlet Spiders #2 et Spider-Woman #2.                   | Cette histoire se déroule après Spider-Verse Team-Up #2, Scarlet Spiders #2 et Spider-Woman #2.                   | Cette histoire se déroule après Spider-Verse Team-Up #2, Scarlet Spiders #2 et Spider-Woman #2.                   |
| | | | | |
| 13 (746) | (Spider-Verse Part Five: Spider-Men No More)                                                                      | Dan Slott | Giuseppe Camuncoli                                                                                                | Mars 2015 |
| Gwen et Silk vont sauver Spider-Woman. Peter et Peter-Otto réussissent à convaincre le dernier Spider-Man restant, qui est en réalité l'oncle Ben, de se joindre à eux. Ils mettent en place leur attaque finale. | | | | |
| Remarques | Cette histoire se déroule après Spider-Man 2099 #7, Spider-Verse #2.                                              | Cette histoire se déroule après Spider-Man 2099 #7, Spider-Verse #2.                                              | Cette histoire se déroule après Spider-Man 2099 #7, Spider-Verse #2.                                              | Cette histoire se déroule après Spider-Man 2099 #7, Spider-Verse #2.                                              |
| | | | | |
| 14 (747) | (Spider-Verse Part Six: Web Warriors)                                                                             | Dan Slott | Giuseppe Camuncoli et Olivier Coipel                                                                              | Avril 2015 |
| Alors que le Patriarche s'apprête à offrir Benjamin en sacrifice, les Araignées arrivent. Peter téléporte les Inheritors dans le monde qui a subi une guerre thermonucléaire. Leur seul moyen de survivre est de se réfugier dans le bunker et de le sceller. Silk ouvre un portail et Peter peut retourner en zone sûre. | | | | |
| Remarques | Cette histoire se déroule après Scarlet Spiders #3, Spider-Woman #3, Spider-Verse Team-Up #3, Spider-Man 2099 #8. | Cette histoire se déroule après Scarlet Spiders #3, Spider-Woman #3, Spider-Verse Team-Up #3, Spider-Man 2099 #8. | Cette histoire se déroule après Scarlet Spiders #3, Spider-Woman #3, Spider-Verse Team-Up #3, Spider-Man 2099 #8. | Cette histoire se déroule après Scarlet Spiders #3, Spider-Woman #3, Spider-Verse Team-Up #3, Spider-Man 2099 #8. |
| | | | | |
| 15 (748) | (Spider-Verse: Epilogue)                                                                                          | Dan Slott | Giuseppe Camuncoli                                                                                                | Avril 2015 |
| Alors qu'ils vont retourner dans leur propre univers, le Spider-Man Supérieur commence à couper les fils de la grande toile de l'espace-temps. Il faut plusieurs Araignées pour le battre avant qu'il ne détruise tout l'espace-temps. Spider-Man rentre dans son univers, la Terre 616. | | | | |
| | | | | |
| 16 (749) | | | | Mai 2015 |
| | (The Graveyard Shift Part One: The Late, Late Mr. Parker)                                                         | Dan Slott | Humberto Ramos | |
| Peter apprécie son retour à New York après avoir voyagé entre les dimensions pour sauver l'espace-temps. Alors qu'il doit présenter son projet de prison pour super-ennemis à la mairie en tant que PDG de Parker Industries, il est attaqué par des lézards anthropomorphes près du zoo de Central Park. Alchemax essaie d'arracher à la ville le juteux contrat. | | | | |
| | (Repossession: Stolen Memories, Part 1/3)                                                                         | | | |
| La Chatte noire prépare son grand retour sur la scène du crime new-yorkais. Elle veut rétablir sa réputation depuis qu'elle a été salie par Peter-Otto. Elle organise une mafia spécialisée dans les cambriolages. | | | | |
| 16.1 | (Spiral Part One)                                                                                                 | Gerry Conway | Carlo Barbieri | Mai 2015 |
| Spidey aide Yuri Watanabe et la police à arrêter Tombstone, qui s'est retranché près des docks. Il est libéré par la justice quelques jours plus tard, faute de preuves contre lui. Teddy, un proche de Yuri, a été blessé pendant la confrontation. Lors de l'enterrement, la capitaine de police rencontre Martin Li, sous sa forme de Mr. Negative, qui lui donne une photo compromettante du juge en train d'acheter de la drogue du réseau de Tombstone. Ne pouvant rien faire en tant que civile, Yuri enfile son costume de Wraith et enquête avec l'Araignée.                                       | | | | |
| | | | | |
| 17 (750) | (The Graveyard Shift Part Two: Trust Issues)                                                                      | Dan Slott et Christos Gage                                                                                        | Humberto Ramos | Juin 2015 |
| Tante May et Jay dînent avec Peter et Anna Maria. May suggère que les deux se marient, alors Anna Maria prétexte qu'ils ont rompu. Alors qu'il présente un nouveau système de sécurité destiné à protéger une prison pour super-criminels, une sorte de robot prend le contrôle du laboratoire et met en feu la pièce. Sajani décide de ne pas s'échapper mais d'aller à la rencontre du robot pour négocier. Alors que Spidey arrive dans la pièce, le robot s'apprête à tuer la scientifique. | | | | |
| | (Repossession: No Take Backsies, Part 2/3)                                                                        | | | |
| La Chatte noire continue l'exécution de son plan et se venge d'une collectionneuse d'art qui avait bafoué son honneur par le passé en lui volant un original de Renoir auquel elle tenait. Elle récupère petit à petit toutes les œuvres d'art qu'on lui a volées lorsqu'elle était en prison, mais il lui en manque une : une petite statue qui a été rachetée aux enchères par May et Jay. | | | | |
| 17.1 | (Spiral Part Two)                                                                                                 | Gerry Conway | Carlo Barbieri | Juin 2015 |
| Le départ du Caïd laisse un vide dans le monde du crime new-yorkais. Un Bouffon bleu et Hammerhead négocient en vue d'une répartition des territoires lorsque Spidey arrive, mais les deux s'enfuient. Watanabe veut venger la mort de Teddy et prend des risques. Spidey essaie de l'arrêter mais n'y arrive pas. Il se dit qu'il sait ce qu'elle vit, parce qu'il ressent toujours la culpabilité de la mort de Gwen. Dans la soirée, Hammerhead et le Bouffon se battent dans une cage pour connaître le vainqueur. Spidey arrive, bat Hammerhead, mais n'arrive pas à arrêter le Bouffon.               | | | | |
| | | | | |
| 18 (751) | (The Graveyard Shift Part Two: Trade Secrets)                                                                     | Dan Slott et Christos Gage                                                                                        | Humberto Ramos | Juillet 2015 |
| Spider-Man sauve Sajani juste à temps, mais est battu par le robot. Anna Maria et Clayton utilisent des gadgets de Spidey pour le mettre hors d'état de nuire. Alors qu'il est arrêté par la police, le robot dévoile par mégarde qu'il a été embauché par une entreprise concurrente, probablement Alchemax, pour détruire Parker Industries. Le bâtiment s'effondre, détruisant tout le travail de l'entreprise. | | | | |
| | (Repossession: Nothing Left to Lose, Part 3/3)                                                                    | | | |
| Peter se rend chez May pour lui annoncer que les laboratoires ont été réduits en poussière, mais l'appartement a été fouillé et ses habitants ont disparu. La Chatte noire a enlevé May et Jay, et a mis le feu au lieu avant de partir. Spidey accourt et se rend compte que la Chatte noire a agi de manière particulièrement violente et cruelle récemment. | | | | |
| 18.1 | (Spiral Part Three)                                                                                               | Gerry Conway | Carlo Barbieri | Août 2015 |
| Watanabe reçoit une information de Martin Li selon laquelle la prison Ryker's est en train de faire l'objet d'une émeute. Elle s'y rend sous son costume de Wraith, avec Spidey. Ce dernier se bat contre la Chatte noire, qui y organisait sa mafia personnelle. Il lui donne une seconde chance et la laisse s'échapper. Il entend un coup de feu, tiré par Wraith, mais ignore qui a été visé. | | | | |
| 19.1 | (Spiral Part Four)                                                                                                | Gerry Conway | Carlo Barbieri | Septembre 2015 |
| Accourant sur le lieu du tour, Spider-Man se rappelle les moments qui ont bouleversé sa vie : la mort de son oncle Ben et de Gwen, à chaque fois à cause de lui. Il n'arrive pas à temps pour arrêter Wraith de tirer sur Tombstone, qui est dans sa cellule de prison. Elle lui dit que c'est un agent de Martin Li qui a tiré. De retour à son commissariat, la supérieure de Watanabe l'accuse de ne pas avoir empêché la mort du témoin qu'elle devait protéger à Ryker's, et lui dit qu'elle s'opposera à toute promotion. Wraith se bat contre Martin Li, qui lui apprend qu'il sait qui elle est.    | | | | |
| 20.1 | (Spiral Conclusion)                                                                                               | Gerry Conway | Carlo Barbieri | Octobre 2015 |
| Wraith se bat contre les démons de Martin Li, et avoue que c'est elle a tiré dans la prison. Spider-Man et elle se battent, mais il la défait rapidement et la toile au mur. Il retourne se battre contre Li, qu'il met hors d'état de nuire. | | | | |
| | | | | |

- Cet article est partiellement ou en totalité issu de l'article intitulé « Liste des épisodes de Spider-Man » (voir la liste des auteurs).